# غاي جينيت
غاي جينيت (14 أغسطس 1955 في ليون) (بالإنجليزية: Guy Genet)‏ لاعب كرة قدم فرنسي معتزل كان يجيد اللعب في خط الوسط . اضطر للاعتزال نهائيا لعب كرة القدم عندما كان يبلغ من العمر 29 سنة بسبب تعرضه لإصابة تقطع أربطة الركبة عندما كان يلعب لصالح نادي ليون في مواجهة نادي نيم . منذ 1996 فإن جينيت يشغل منصب المنسق الرياضي في نادي ليون وأبرز ما يقوم به هو تهيئة لاعبي الفريق نفسيا قبل الدخول إلى أرضية الملعب مباشرة كما أنه يعتني بقمصان وسراويل اللاعبين كما ينسق رحلات الفريق عندما يلعب خارج ملعبه كما يقوم بالترحيب باللاعبين الجدد المنضمين للنادي وتوفير السكن الملائم لهم .

## وصلات خارجية
- غاي جينيت على موقع قاعدة بيانات كرة القدم.إي يو (الإنجليزية)